# Henri Belolo
Henri Belolo, noto anche con lo pseudonimo di Harry Bounty e Henry Bounty (Casablanca, 27 novembre 1936 – Parigi, 3 agosto 2019), è stato un compositore, musicista e produttore discografico francese.
Scoprì e lanciò diversi artisti della disco music, primi fra tutti i Village People. Fondò in Francia l'etichetta indipendente Scorpio Music, che negli anni novanta avrebbe contribuito notevolmente alla fortuna della diffusione del genere house, con nomi quali Eiffel 65, Gala, Bellini, Haddaway, Moloko, 2 Unlimited.

## Biografia
Henri Belolo si fece conoscere nel periodo delle prime discoteche. Con l'aiuto dell'amico Jacques Morali, creò i gruppi The Ritchie Family e Village People, con cui ricevette un Grammy Award nel 1979. Fu uno degli importatori di "puffo" in Francia con la band Break Machine e la sua famosa Street Dance (1984). 
Creò poi la Scorpio Music in Francia, etichetta indipendente che contribuirà fortemente negli anni '90 alla nascita del "club" di musica e cultura House con i suoi numerosi artisti di successo: 2 Unlimited, Gala , Eiffel 65, Haddaway, Jaydee, Black Legend, Bellini, Bass Bumpers, 20 Fingers, Ilona Mitrecey. Fu inoltre cofondatore della SPPF (Civil Society of Phonogram Producers in France) che riunisce più di 800 etichette indipendenti.
Belolo continuò a lavorare in Francia come produttore musicale fino alla sua morte, avvenuta il 3 agosto 2019.